# Liste der Monuments historiques in Savigny-le-Temple
Die Liste der Monuments historiques in Savigny-le-Temple führt die Monuments historiques in der französischen Gemeinde Savigny-le-Temple auf.

## Liste der Bauwerke
| Bezeichnung                 | Beschreibung | Standort | Kennzeichnung | Schutzstatus | Datum | Bild           |
| --------------------------- | ------------ | -------- | ------------- | ------------ | ----- | -------------- |
| Kirche St-Germain-d’Auxerre |              | (Lage)   | PA00087283    | Inscrit      | 1926  | weitere Bilder |

## Liste der Objekte
Zum Verständnis siehe: Kirchenausstattung
- Monuments historiques (Objekte) in Savigny-le-Temple in der Base Palissy des französischen Kultusministeriums